# تیلور شریدان
شریدان تیلور گیبلر جونیور (انگلیسی: Sheridan Taylor Gibler Jr.؛ زادهٔ ۲۱ مه ۱۹۷۰) مشهور به تیلور شریدان، نویسنده، تهیه‌کننده، کارگردان و بازیگر آمریکایی است. وی از سال ۱۹۹۵ میلادی تاکنون مشغول فعالیت بوده است. او خالق مشترک مجموعهٔ تلویزیونی یلواستون و خالق پیش‌درآمدهای آن، ۱۸۸۳ (۲۰۲۱) و ۱۹۲۳ (۲۰۲۲) است. وی در سال ۲۰۱۶ برای نویسندگی فیلم اگر سنگ از آسمان ببارد نامزد دریافت جایزه گلدن گلوب بهترین فیلم‌نامه شد.

## فیلم‌شناسی

### فیلم
| سال  | عنوان                         | کارگردان | نویسنده | تهیه‌کننده |
| ---- | ----------------------------- | -------- | ------- | --------- |
| ۲۰۱۱ | Vile                          | آری      | نه      | نه        |
| ۲۰۱۵ | سیکاریو                       | نه       | آری     | نه        |
| ۲۰۱۶ | اگر سنگ از آسمان ببارد        | نه       | آری     | نه        |
| ۲۰۱۷ | رودخانه ویند                  | آری      | آری     | نه        |
| ۲۰۱۸ | سیکاریو: روز سرباز            | نه       | آری     | نه        |
| ۲۰۲۱ | بدون پشیمانی                  | نه       | آری     | نه        |
| ۲۰۲۱ | کسانی که آرزوی مرگ مرا می‌کنند | آری      | آری     | آری       |
| ۲۰۲۳ | بهترین مهربان                 | نه       | نه      | آری       |

نقش‌های بازیگری
| سال  | عنوان                  | نقش          | توضیحات      |
| ---- | ---------------------- | ------------ | ------------ |
| ۲۰۰۳ | وایت راش               | تاک / داگلاس |              |
| ۲۰۱۶ | اگر سنگ از آسمان ببارد | گاوچران      | حضور افتخاری |
| ۲۰۱۸ | ۱۲ نیرومند             | برایان       |              |

### تلویزیون
| سال        | عنوان               | خالق | کارگردان | نوسنده | تهیه‌کننده اجرایی | توضیحات |
| ---------- | ------------------- | ---- | -------- | ------ | ---------------- | ------- |
| ۲۰۱۸–۲۰۲۴  | یلواستون            | آری  | آری      | آری    | آری              |         |
| ۲۰۱۹–اکنون | The Last Cowboy     | آری  | نه       | نه     | آری              |         |
| ۲۰۲۱–۲۰۲۲  | ۱۸۸۳                | آری  | آری      | آری    | آری              | ۱۰ قسمت |
| ۲۰۲۱–اکنون | Mayor of Kingstown  | آری  | آری      | آری    | آری              |         |
| ۲۰۲۲–اکنون | پادشاه تالسا        | آری  | نه       | آری    | آری              |         |
| ۲۰۲۲–اکنون | ۱۹۲۳                | آری  | نه       | آری    | آری              |         |
| ۲۰۲۳       | Lawmen: Bass Reeves | نه   | نه       | نه     | آری              | ۸ قسمت  |
| ۲۰۲۳–اکنون | عملیات ویژه: شیرزن  | آری  | آری      | آری    | آری              |         |
| ۲۰۲۴–اکنون | لندمن               | آری  | آری      | آری    | آری              |         |

نقش‌های بازیگری
| سال       | عنوان                   | نقش                   | توضیحات                               |
| --------- | ----------------------- | --------------------- | ------------------------------------- |
| ۱۹۹۵      | واکر، رنجر تگزاس        | Vernon                | قسمت: "War Zone"                      |
| ۱۹۹۶      | Her Costly Affair       | Chris                 | فیلم تلویزیونی                        |
| ۱۹۹۷      | پزشک دهکده              | Corporal Winters      | قسمت: "A Matter of Conscience"        |
| ۱۹۹۹      | Party of Five           | Counterguy            | قسمت: "Haunted"                       |
| ۲۰۰۰      | Time of Your Life       | Connor                | قسمت: "The Time They Decided to Date" |
| ۲۰۰۱      | V.I.P.                  | Dave                  | قسمت: "A.I. Highrise"                 |
| ۲۰۰۲      | Strong Medicine         | Tucker                | قسمت: "Positive"                      |
| ۲۰۰۳      | نگهبان                  | Tim Dohanic           | قسمت: "Back in the Ring"              |
| ۲۰۰۳      | 10-8: Officers on Duty  | Shooter               | قسمت: "Brothers in Arms"              |
| ۲۰۰۴      | پیشتازان فضا: انترپرایز | Jareb                 | قسمت: "Chosen Realm"                  |
| ۲۰۰۴      | NYPD Blue               | Tim Lewis             | قسمت: "Old Yeller"                    |
| ۲۰۰۵      | سی‌اس‌آی: نیویورک         | Joel Banks            | قسمت: "Supply & Demand"               |
| ۲۰۰۵      | سی‌اس‌آی                  | Evan Peters           | قسمت: "Secrets and Flies"             |
| ۲۰۰۵–۲۰۰۷ | ورونیکا مارس            | Danny Boyd            | ۵ قسمت                                |
| ۲۰۰۸–۲۰۱۰ | فرزندان آشوب            | David Hale            | ۲۱ قسمت                               |
| ۲۰۱۱      | ان‌سی‌آی‌اس: لس آنجلس      | Navy Captain Jennings | قسمت: "Enemy Within"                  |
| ۲۰۱۸–۲۰۲۴ | یلواستون                | Travis Wheatley       | ۹ قسمت                                |
| ۲۰۲۲      | ۱۸۸۳                    | Charles Goodnight     | ۲ قسمت                                |
| ۲۰۲۴      | عملیات ویژه: شیرزن      | Cody Spears           | ۳ قسمت                                |